# ليو ميجر
ليو ميجر (بالإنجليزية: Leo Major)‏ هو عسكري كندي، ولد في 23 يناير 1921 في نيو بدفورد في الولايات المتحدة، وتوفي في 12 أكتوبر 2008 في لونغوي في كندا.

## وصلات خارجية
- ليو ميجر على موقع الموسوعة البريطانية (الإنجليزية)